# TSG Ehingen
Die TSG Ehingen (Turn- und Sportgemeinde Ehingen 1848 e.V.) ist ein deutscher Sportverein mit Sitz in der baden-württembergischen Stadt Ehingen an der Donau im Alb-Donau-Kreis.

## Geschichte
Der Verein wurde bereits ursprünglich im Jahr 1848 gegründet.

### Basketball
Seit dem Jahr 2001 besteht in Form einer Spielgemeinschaft das Team Ehingen Urspring, welches derzeit in der zweitklassigen ProA vertreten ist.

### Fußball
Die erste Mannschaft wurde unter dem Vereinsnamen SpVgg Ehingen in der Saison 1946/47 in die zu dieser Zeit zweitklassige Landesliga Südwürttemberg aufgenommen. Nach der Saison 1948/49 musste man als Tabellenletzter absteigen.
Seit der Jahrtausendwende pendelt die erste Mannschaft des Klubs zumeist zwischen der Landesliga Württemberg und der Bezirksliga Donau, in der Saison 2011/12 war man für eine Saison Mitglied der Verbandsliga Württemberg.